# 比洛沙普基
50°22′55″N 32°12′47″E / 50.38194°N 32.21306°E
比洛沙普基（烏克蘭語：Білошапки），是烏克蘭的村落，位於該國北部切爾尼戈夫州，由普里盧基區負責管轄，始建於1629年，面積2.68平方公里，海拔高度120米，2001年人口596，人口密度每平方公里222.47人。